# Joel Billings
Joel Billings (junio de 1958, Estados Unidos) es un diseñador de videojuegos estadounidense. Es el fundador de la compañía de juegos SSI. También fue presidente de la compañía.

## Carrera
Joel Billings se acercó a Avalon Hill para publicar un juego de computadora llamado Computer Bismarck, y cuando lo rechazaron, decidió fundar su propia compañía para publicar dicho juego. Billings comenzó SSI en 1979, justo después de terminar la universidad, con una inversión inicial de $1000. El primer producto fue Computer Bismarck, que coescribió. Diseñado para las computadoras domésticas TRS-80 y Apple II, es visto como el primer juego de guerra de computadoras publicado. Vendió 7000 copias, consideradas razonablemente exitosas para su época. La compañía fue líder de la industria durante años en juegos de guerra y videojuegos de rol. 
En 1987, Billings adquirió los derechos de los juegos de rol Dungeons & Dragons de TSR, [cita requerida] que condujo a la creación de la serie de juegos Gold Box D&D, una de las franquicias de videojuegos más vendidas de las décadas de 1980 y 1990. 
Después de un año de pérdidas vinculadas a retrasos en el nuevo motor del juego Dark Sun, Billings vendió la compañía a Mindscape en 1994.[cita requerida] En 2001, Billings comenzó una compañía de desarrollo de juegos llamada 2 By 3 Games con los antiguos programadores de SSI, Gary Grigsby y Keith Brors.[cita requerida] En diciembre de 2013, Billings donó varios videojuegos de SSI, como Computer Bismarck, incluido el código fuente para preservarlos en ICHEG.